# Ara rudobřichý
Ara rudobřichý (Orthopsittaca manilata) je pták z řádu papoušků a čeledi papouškovitých, jediný zástupce rodu Orthopsittaca. Obývá oblast Latinské Ameriky.

## Popis
Může dorůstat délky až 46 cm a váží pouhých 350 g. Je celkem nenápadně zbarvený, přibližně celé tělo má zbarvené do zelena až olivova. Na bradě, hrdlu a horní části hrudi je zbarvený do šeda, na čele a temeni zase do modra. Nahá líce jsou žlutavá a bez jakýchkoliv pírek. Má černý zobák a tmavě hnědé oči.
Ve volné přírodě ho můžeme najít na poměrně rozlehlém území Jižní Ameriky. Od Guayany přes Venezuelu, Kolumbii a Peru až po centrální Brazílii. Živí se převážně plody mauritijské palmy, které obsahují velké množství beta-karotenu. Proto se nepodařilo odchycené ptáky udržet při životě.

## Galerie

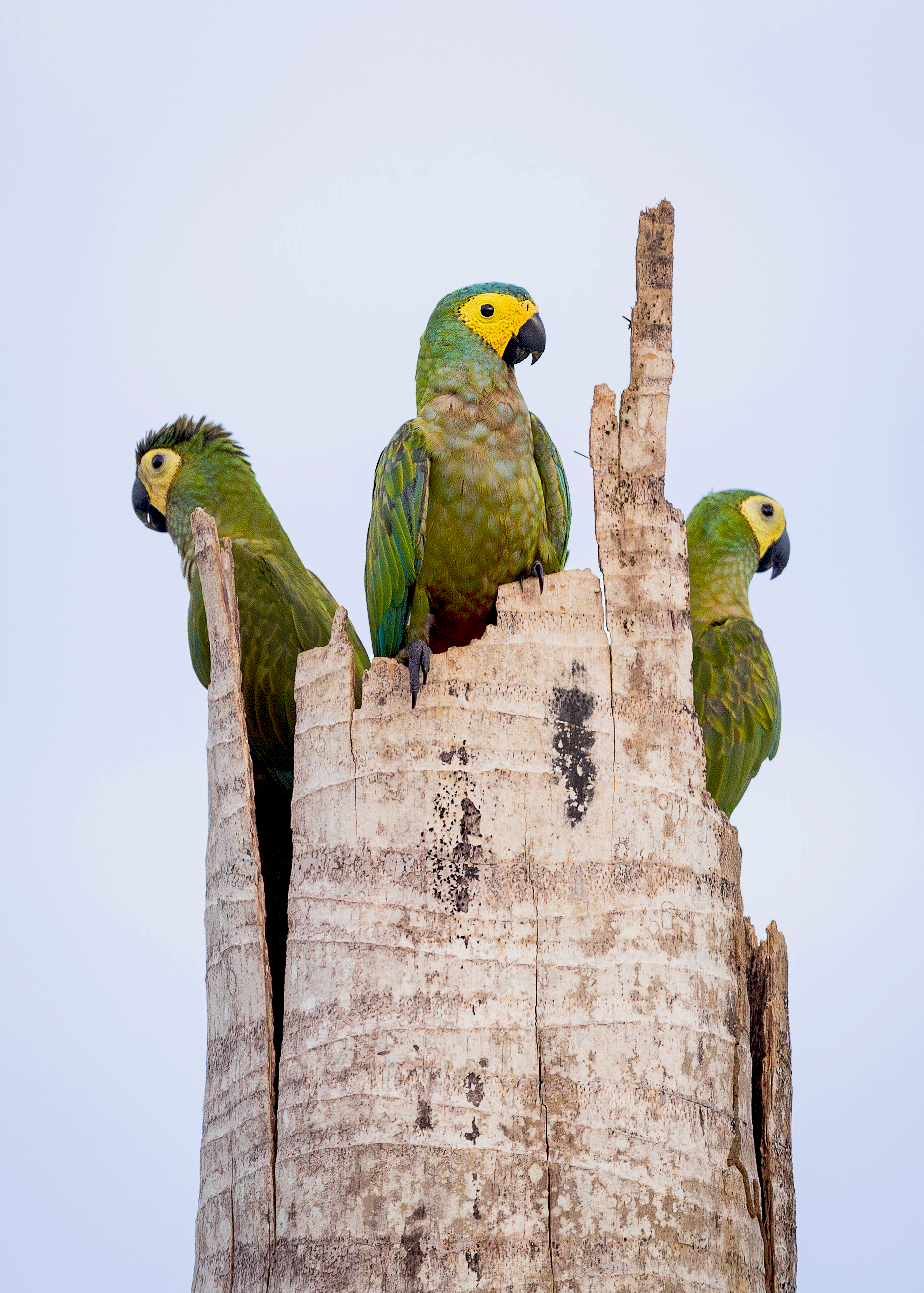
Orthopsittaca manilatus
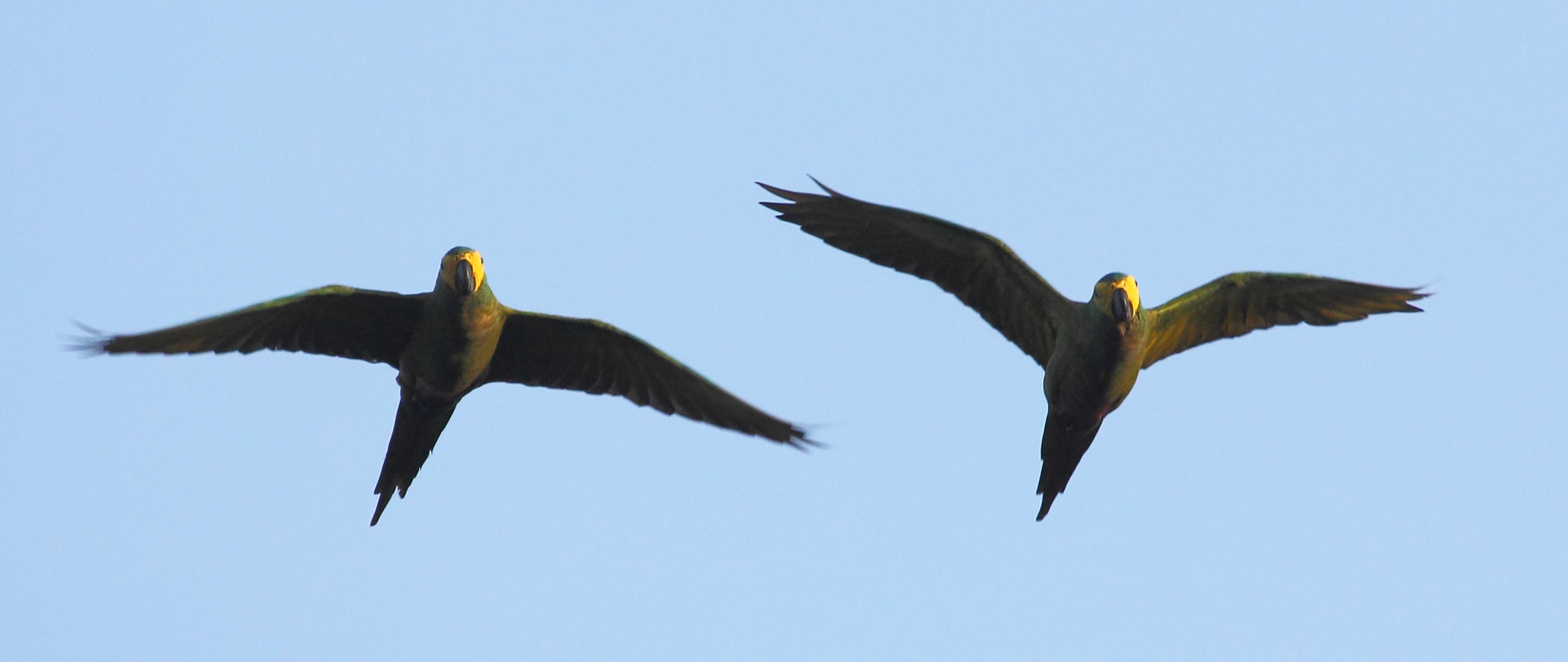
Orthopsittaca manilata v letu
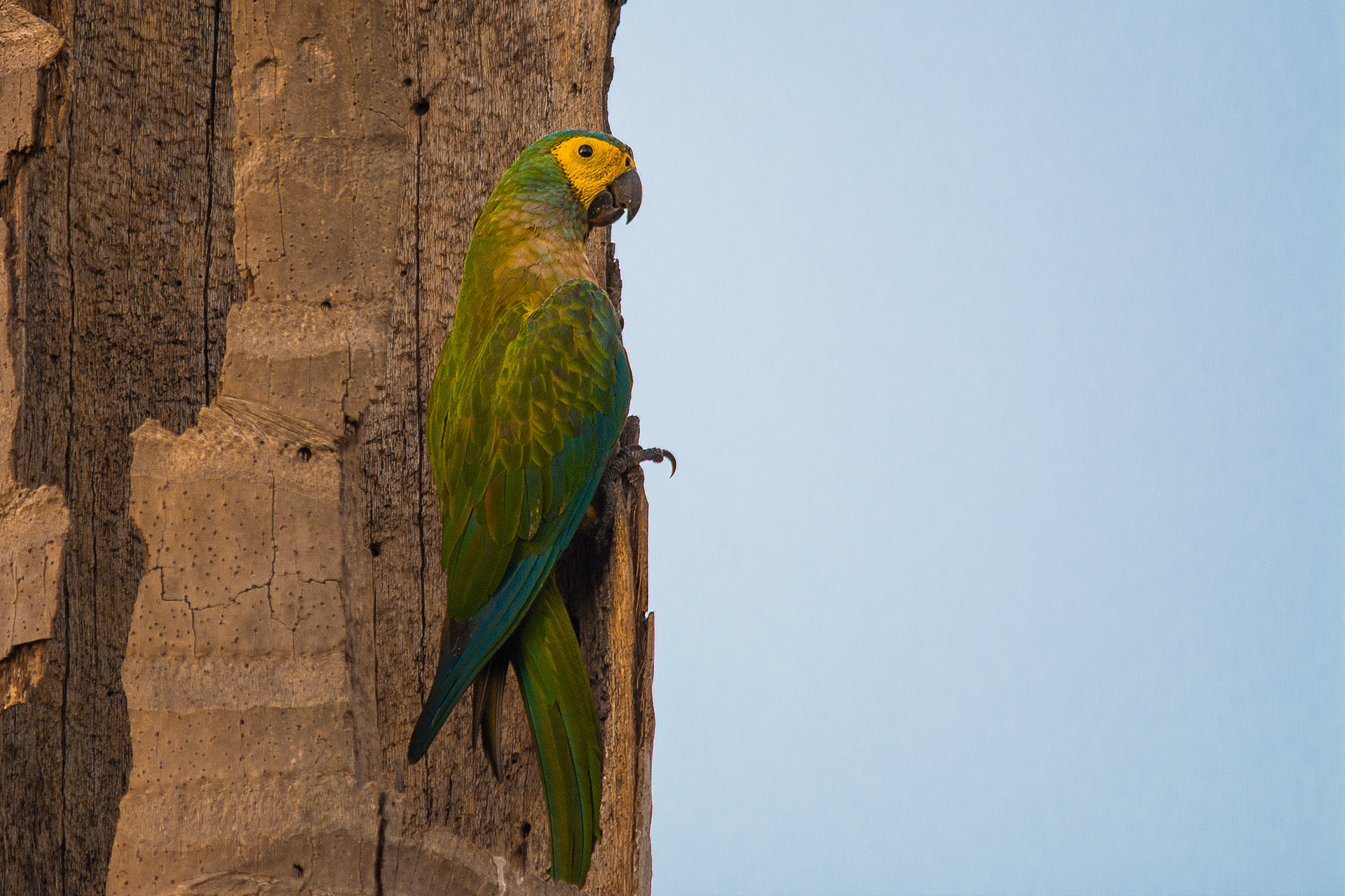
Orthopsittaca manilata
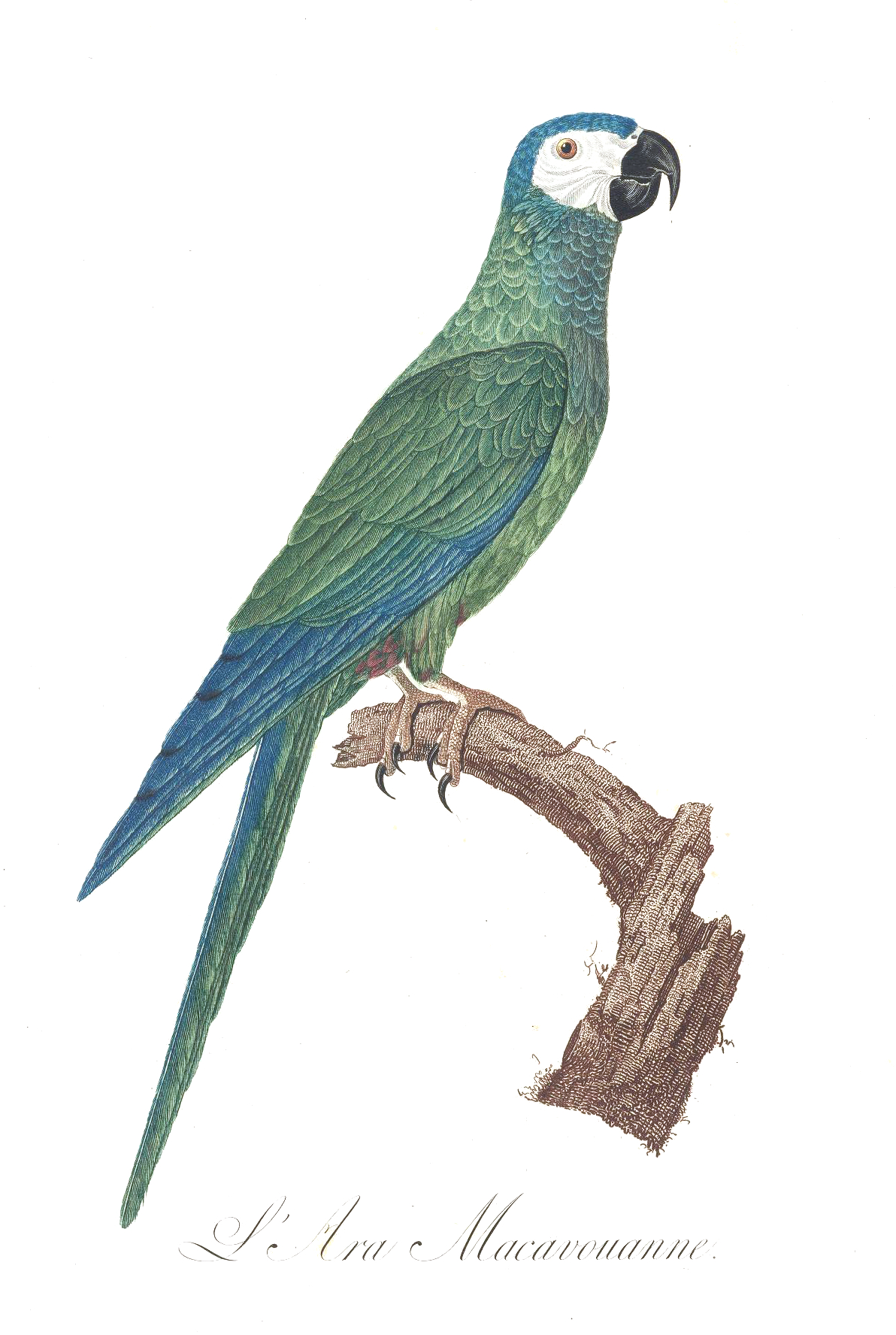
Orthopsittaca manilata